# Massa Marittima
Massa Marittima é uma comuna italiana da região da Toscana, província de Grosseto, com cerca de 8.779 (Cens. 2001) habitantes. Estende-se por uma área de 283,73 km², tendo uma densidade populacional de 31 hab/km². Faz fronteira com Follonica, Gavorrano, Monterotondo Marittimo, Montieri, Roccastrada, Scarlino, Suvereto (LI).
Pertence à rede das Cidades Cittaslow.
Era conhecida como Massa Veternense (em latim: Massa Veternensis) durante o período romano.

## Demografia
| Variação demográfica do município entre 1861 e 2011                               |
|                                                                                   |
| Fonte: Istituto Nazionale di Statistica (ISTAT) - Elaboração gráfica da Wikipedia |